# Zangbeto

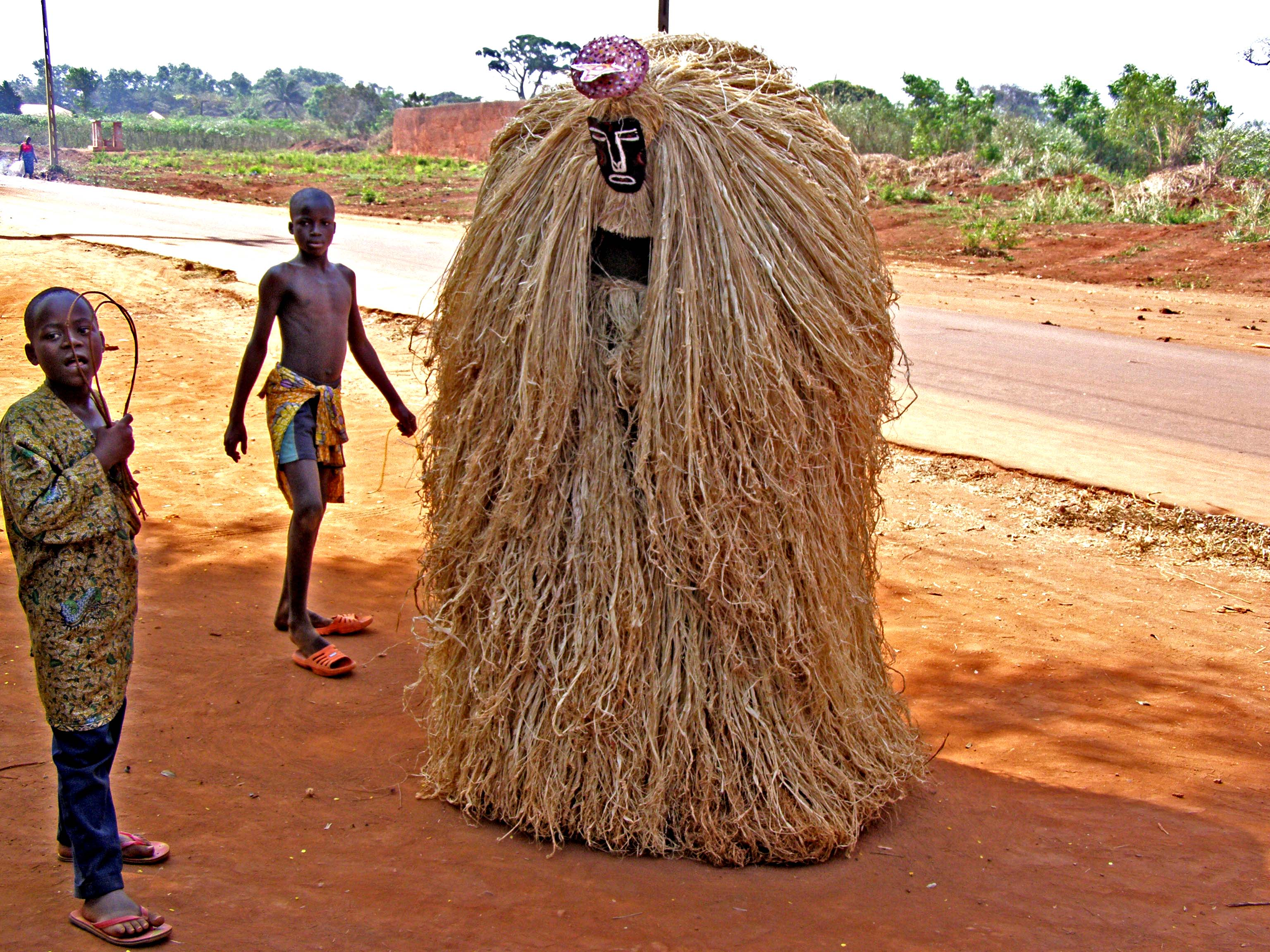
Uno Zangbeto

Gli Zangbeto sono i tradizionali guardiani vudù della notte tra il popolo Ogu o Egun del Benin, del Togo e della Nigeria. Tradizionale istituto di polizia e sicurezza, il culto degli Zangbeto è incaricato del mantenimento della legge e dell'ordine e garantisce sicurezza e protezione all'interno delle comunità Ogu. Sono molto venerati e agiscono come una forza di polizia non ufficiale che pattuglia le strade, soprattutto di notte, sorvegliando le persone e le loro proprietà, rintracciando i criminali e presentandoli alla comunità per punirli. Originariamente creato per spaventare il nemico, lo Zangbeto vaga per le strade alla ricerca di ladri e streghe e per proteggere la legge e l'ordine.

## Descrizione
Riferendosi al loro ruolo culturale, fondamentale nella vigilanza locale e nella polizia di comunità nelle società Ogu, Zangbeto è un termine in lingua Gun che significa "Uomini della notte" o "Guardiani notturni".
Lo Zangbeto veste un abbigliamento costituito da un intricato ammasso di minuscoli fili di fieno, rafia o altri materiali filiformi, a volte tinti in tonalità molto colorate. Può cadere in una trance che, secondo la tradizione, permette al suo corpo di essere abitato da spiriti che possiedono una conoscenza speciale delle azioni delle persone. Tuttavia, la leggenda degli Ogu racconta che non ci sono umani sotto il costume, solo spiriti della notte.
Nella cultura degli Ogu, gli Zangbeto sono le tradizionali guardie di sicurezza o poliziotti delle loro comunità. Si dice che formino una società segreta a cui possono partecipare rigorosamente solo Zangbeto o adoratori e devoti del vudù. Si ritiene che lo Zangbeto abbia abilità spiritiche e magiche, come ingoiare schegge di vetro senza subire alcun danno e spaventare anche le streghe. In trance, si dice che gli Zangbeto evochino un potere che abitava la terra molto prima della comparsa dell'uomo e forniscono una fonte di saggezza e continuità al popolo Ogu.
Si tengono regolarmente, in diverse comunità Ogu dell'Africa occidentale, festival elaborati costruiti attorno agli Zangbeto. I più popolari sono quelli che si tengono a Porto-Novo, Repubblica del Benin e ad Ajido, Lagos, Nigeria. Questi festival comprendono spettacoli colorati, elettrizzanti e di magia.